# لويد بورجوازي
لويد بورجوازي (بالإنجليزية: Lloyd Bourgeois)‏ هو منافس ألعاب قوى أمريكي، ولد في 24 يناير 1903 في نيو أورلينز في الولايات المتحدة، وتوفي في 19 سبتمبر 1968.

## وصلات خارجية
- لويد بورجوازي على موقع أوليمبيديا (الإنجليزية)